# 27-ヒドロキシコレステロール-7α-モノオキシゲナーゼ
27-ヒドロキシコレステロール-7α-モノオキシゲナーゼ（27-hydroxycholesterol 7α-monooxygenase）は、次の化学反応を触媒する酸化還元酵素である。
27-ヒドロキシコレステロール + NADPH + H+ + O2 {\displaystyle \rightleftharpoons } 7α,27-ジヒドロキシコレステロール + NADP+ + H2O
この酵素の基質は27-ヒドロキシコレステロール、NADPH、H+とO2で、生成物は7α,27-ジヒドロキシコレステロール、NADP+とH2Oである。補因子としてヘム-チオレート(P-450)を用いる。
組織名は27-hydroxycholesterol,NADPH:oxygen oxidoreductase (7alpha-hydroxylating)で、別名に27-hydroxycholesterol 7α-hydroxylaseがある。